# Lachnaia pubescens
Lachnaia pubescens é uma espécie de insetos coleópteros polífagos pertencente à família Chrysomelidae.
A autoridade científica da espécie é Dufour, tendo sido descrita no ano de 1820.
Trata-se de uma espécie presente no território português.